# جاستن فالك
جاستن فالك هو لاعب هوكي الجليد كندي، ولد في 11 أكتوبر 1988 في Snowflake, Manitoba ‏ في كندا.

## وصلات خارجية
- جاستن فالك على موقع دوري الهوكي الوطني (الإنجليزية)
- جاستن فالك على موقع EliteProspects.com (الإنجليزية)
- جاستن فالك على موقع Eurohockey.com (الإنجليزية)
- جاستن فالك على موقع HockeyDB.com (الإنجليزية)
- جاستن فالك على موقع Hockey-Reference.com (الإنجليزية)